# 1/42
1/42 è il primo album live  del gruppo musicale giapponese Mr. Children pubblicato l'8 settembre 1999 e registrato il 26 giugno 1999 presso il Makomanai Ice Arena di Sapporo. L'album è arrivato alla prima posizione della classifica Oricon ed ha venduto 559 310 copie.

## Tracce
Disco 1
1. Discovery
2. Undershirt
3. Namonaki Uta (名もなき詩?)
4. Prism
5. Everything (It's you)
6. I'll be
7. Hana (花?) -Mémento-Mori-
8. Simple

Disco 2
1. Love Connection
2. Dance Dance Dance
3. Nishi e Higashi e (ニシエヒガシエ?)
4. La La La
5. Tomorrow Never Knows
6. Owarinaki Tabi (終わりなき旅?)
7. Hikari no Sasu Hou he (光の射す方へ?)
8. innocent world
9. Image
10. Dakishimetai (抱きしめたい?) (traccia bonus)